# Чудо

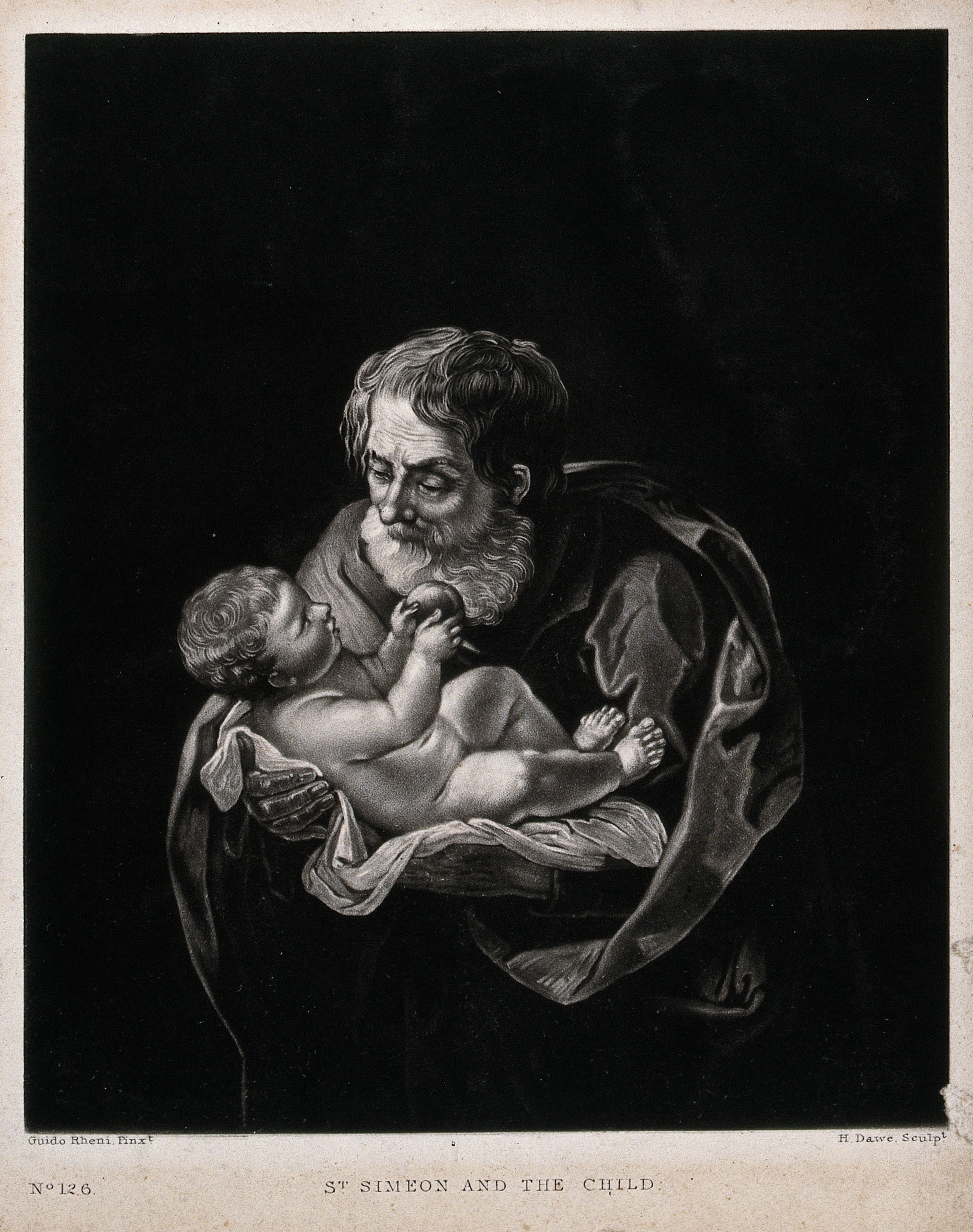
Симеон Богоприимец держит на руках младенца Иисуса, Генри Доу

Чу́до — в обыденной жизни необычное событие, которое выпадает из естественного миропорядка; явление, не следующее из законов природы или из естественных сил и способностей человека, из-за чего оно вызывает удивление, и воспринимаемое в качестве результата вмешательства в ход природных или исторических событий высших духовных сил — Божества или человека, обладающего сверхъестественным способностями; в теистическом мировоззрении событие, происходящее в результате того, что всемогущий Бог-Творец своей волей снимает законы природы, которые были положены этой же волей. Чудо зримо выявляет для человека власть Творца над своим творением, стоящую за миром вещей. Победа Божественной воли над природой («Бог идеже хощет, побеждается естества чин»). Символическая форма Откровения. Исторически обращение к чудесам является одним из основных аргументов в пользу определённых форм теизма, причём аргумент обычно заключается в том, что, с точки зрения теистов, рассматриваемое событие лучше всего или только и может быть объяснено как деяние определённого божества.
Философское обсуждение чудес сосредоточено главным образом на вопросе достоверности некоторых утверждений в священных писаниях. Наука установила естественные причины большого числа «чудес». Предложены различные научные объяснения «чудес». 

## Развитие представлений
Предпосылкой теистической концепции чуда общее представление о «чине естества», о законе природы. Первобытный человек ещё не имел идеи естественной необходимости. Чудом было для него не сфера сверхъестественного в противоположность естественному, а нечто необычное в противоположность обычному. В первобытных представлениях, которые сохранили язычество, магия и низшие уровни бытовой религиозности, чудо составляет событие, хотя и нарушившее привычный ход вещей, но в полной мере посюстороннее, которое можно произвольно вызвать, обратившись к магической технике, а не вымаливать у трансцендентной инстанции. Древние евреи не имели слов для обозначения сверхъестественного, как и для естественного (природного). Все явления возводились к Богу; некоторые из них настолько противоречили воспринимаемому порядку вещей, что считались чудесами. Однако в современной еврейской мысли часто проводится различие между естественным порядком, который воспринимается органами чувств, и сверхъестественным вторжением в этот порядок духовных сил.

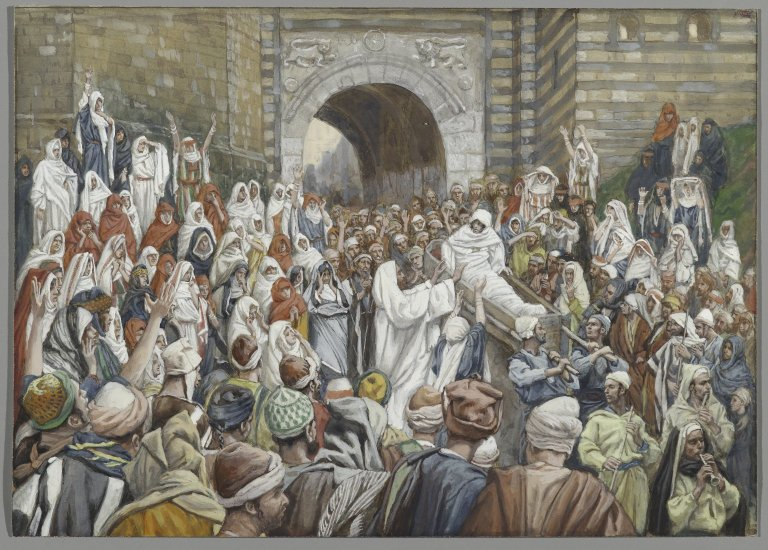
«Воскрешение сына Наинской вдовы», Джеймс Тиссо, Бруклинский музей

Первоначально чудо — то, чему «чудятся» — удивляются, например, предметы необычной величины или форм, нерегулярные космические события, такие как солнечное или лунное затмения, выходящие за рамки обычного достижения человеческого мастерства и др. Слова, обозначающие чудо — греч. ϑαῦμα или ϑαυμαστόν, лат. miraculum и производные от него слова в романских и английском языках, нем. Wunder, рус. «чудо» и «диво» и др. — этимологически имеют значение «достойное удивления»; греч. θαῦμα — «достойное, чтобы на него смотрели». Другим смыслом обладает др.-евр. ’wt‬ — знак, «знамение», содержательное возвещение, обращённое к человеку — ср. в греческих и латинских текстах Нового завета слова σῆμα и signum в контекстах: «Иисус совершил множество знамений». Идея чуда как «знамения» включена в идею Откровения и отделена от какого бы то ни было необычного природного процесса. Откровение, как и чудо суть в теизме представляют собой прорыв из сверхъестественного в сферу естественного, из мира благодати в природный мир. Совершить такое чудо, с точки зрения этого мировоззрения, способен только Бог. Ветхозаветные пророки и христианские «тавматурги» (чудотворцы), вызывая чудо, в отличие от шаманов и мага, совершают это «не от себя» и не при помощи своей силы, а в самоотдаче Всевышнему, в «послушании» ему. Способность творить (вызывать) чудо есть в теистическом мировоззрении является свободным «даром» (греч. χάρισμα) Бога, чем теизм отличается например, от сублимированного магизма йоги. По этой причине личность «чудотворца» в теизме, лишь позволяющему чуду происходить через себя, является почти безразличной. Здесь важен только акт согласия стать пассивным орудием Всевышнего. Например, православное житие Феодора Эдесского рассказывает о чуде, что произошло по молитве блудницы.

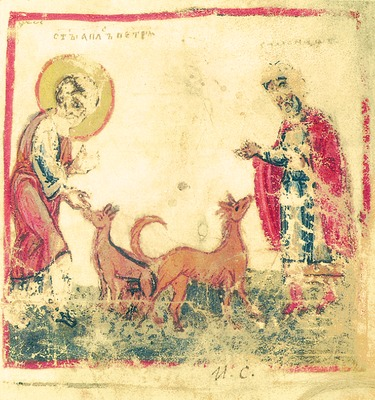
Творение чудес апостолом Петром и Симоном магом. Миниатюра из Тверского списка Хроники Георгия Амартола, первая половина XIV века

Теизм может утверждать, что Сатана и те, кого он считает посланцами последнего (маги, лжепророки, антихрист) тоже способны переступить пределы сферы природного, однако эти действия считают лживой подделкой чудотворства, исходящего от истинного Бога. Поскольку чудо в теизме является символической формой Откровения, то требуется считать, что любое сверхъестественное действие, которое не несёт этого смысла, является пустым лжечудом, шелухой без зерна. В этом смысле не только чудо является критерием Откровения, но и само Откровение есть критерий чуда. Чудо не «доказывает» истинность откровения, а только «удостоверяет» его, подобно тому, как жест удостоверяет слова — чудо предполагает, что подтверждаемая им вера уже имеется (Мф. 13:58; Лк. 16:31).

## В Библии

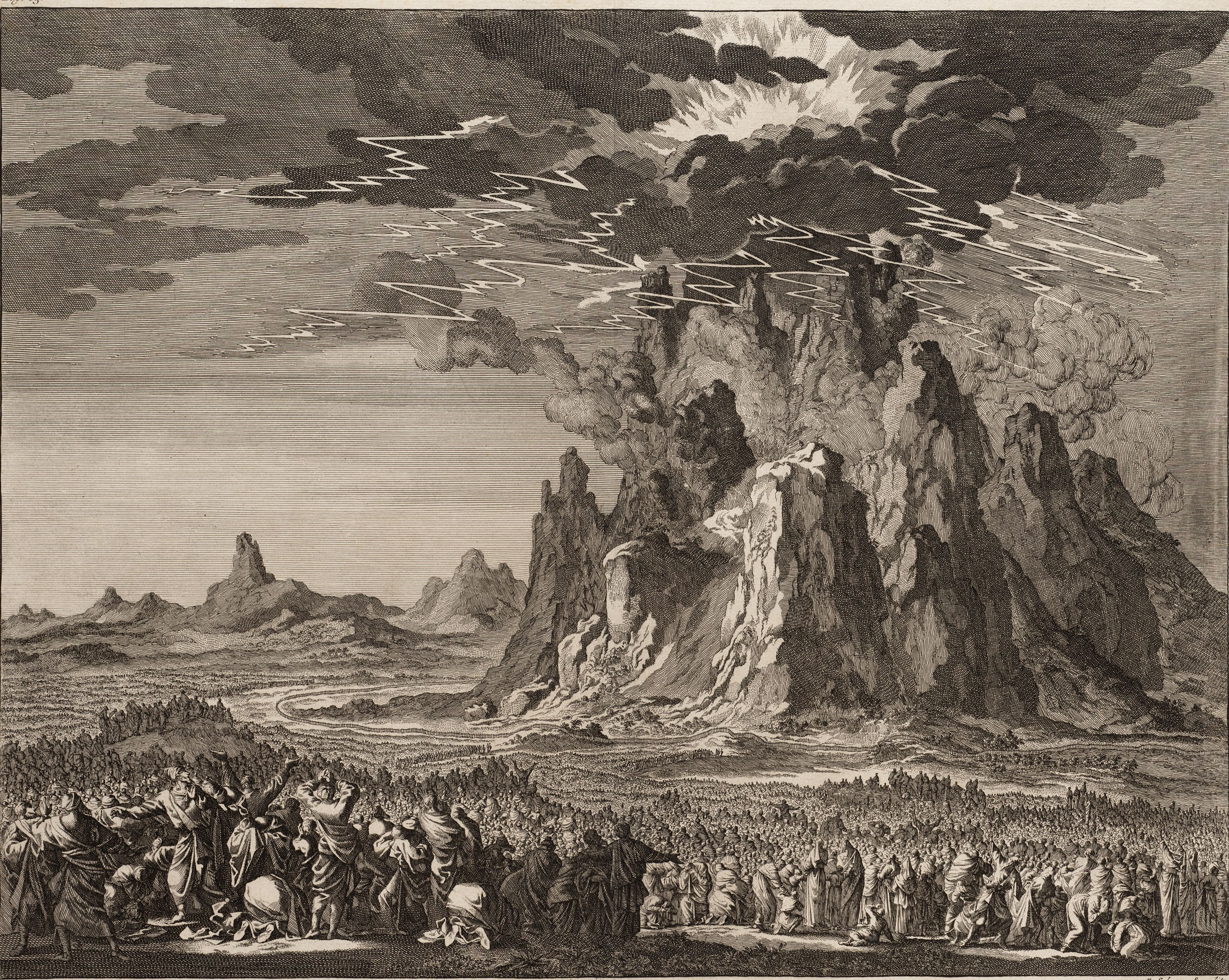
Синайское откровение, Ян и Лёйкен, Каспар Лёйкены, 1723

Библия в значении «чуда» употребляет слова פֶּלֶא, пеле и נִפְלָאוֹת, нифлаот (Исх. 3:20, ИбН. 3:5, Пс. 78:11, и т. д.). Особый вид чуда обозначают понятия אוֹתוֹת, отот, מוֹפְתִים, мофетим (переводятся как `знамения`), что имеет значение необычайных, удивительных явлений, демонстрирующих мощь и волю Всевышнего в ситуациях, когда человек нуждается в особых средствах убеждения. Библейские знамения могут подтверждать пророчества. Так, жертвенник в Бет-Эле распадается, подтверждая слова пророка, который проклял его (I Ц. 13:1-6). Более важные знамения Бог дал еврейскому народу в земле Египетской: жезл превращается в змею, доказывая, что Моисей истинно послан Богом (Исх. 4:1—7); Десять казней египетских имели целью принудить фараона выполнить волю Бога и отпустить евреев. Некоторые чудеса в Библии являются более чем знамениями. Например, спасение евреев и гибель войска фараона в водах моря, чудесное появление воды и пищи в пустыне и др. Самарию (II Ц. 6:8-7:20) и Иерусалим (II Ц. 19:35) чудо спасает от осаждающих их вражеских войск. Такие чудеса могут пониматься как прямое Божественное вмешательство, которое происходит в критические моменты истории еврейского народа. Но и здесь присутствует элемент знамения. В Библии нет различения собственно знамений и чудесного Божественного вмешательства в историю человечества. Ещё один вид библейских чудес — те, в которых заметно восхищение действиями чудотворца: повествования о пророке Илие и, в ещё большей мере, о Елисее. Такие рассказы характерны для любой народной формы религии. В Библии они почти во всех случаях отнесены к этим двум ранним устным пророкам.
Библия не ставит вопрос о том, нарушают ли чудеса природные законы, к которому обращались теологи и философы позднейших более поздних эпох. В одном месте (Чис. 16:30) чудо описано как «сотворение необычайного» — как нарушение законов природы (см. также Исх. 34:10). В других случаях (Чис. 11:31—33 и др.) чудеса представлены как нечто «естественное», хотя и неожиданное, что, однако, не преуменьшает их чудесности.
Библейские повествования о чудесах обычно имеют определённые цели: человеку сообщается, что Бог способен сотворить всё что ему будет угодно, может сделать это в любое время и в любом месте; чудеса в истории случались много раз, и Божественное вмешательство прямо и явно нередко определяло священную историю еврейского народа. Этой интерпретации чуда соответствует и библейское мировоззрение в целом.

## Парадоксальность и логическая критика
Символическую форму чуда теизм наделяет смыслом в контексте общего для библейской веры парадокса — личного Абсолюта. Все чудеса, описанные в Ветхом и Новом заветах, структурированы вокруг центрального чуда, символически в них конкретизированного, это чудо — вмешательство бесконечного и безусловного в сферу конечного и случайного, схождение вечного в мир исторически единократного. Важностью обладает не расступление морских вод перед евреями (Исх. 14), а то, что дело этого маленького народа «Бог богов», «от века Сущий» сделал собственным делом; не рождение Христа родился от непорочной Богоматери, не исцеление Иисусом больных, а то, что в пределах его человеческого конечного и уязвимого тела «обитает вся полнота Божества» (Кол. 2:9).
Направленность чуда на частное, не к универсуму, а к личностному, особенно ничтожно в рамках любого мировоззрения, которое исходит из всеобщего. Гегель писал: «выпили гости на свадьбе в Кане Галилейской больше или меньше вина, совершенно безразлично». Результат произошедшего чуда абсолютно несуществен «с точки зрения вечности» («sub specie aeternitatis») — по выражению Спинозы, описываемого как один из самых метких критиков библейской веры в чудо. Если и уверовать, что Иисус исцелил слепорожденного, то явление слепоты сохраняется в мире. Бог нарушает им же сотворённый миропорядок лишь для того, чтобы спасти кого-то единичного, не отменяя всеобщий закон смерти. Сторонники этой точки зрения видят идею чуда как немыслимую, противоречивую и отталкивающую. По их мнению, Бог поступает непоследовательно, нарушая логику им же самим учреждённого им миропорядка; неэффективно, достигая только частного результата. Человек стремится, чтобы Бог творил чудеса для удовлетворения человеческих потребностей, вера в чудеса воспринимается ещё и как грубо корыстная. Такую критику идеи чуда, которая апеллирует от свободы к норме, от единичного к всеобщему и от сферы ближнего к дальнему, «открыли» в одно время с самой идеей: в Книге Иова Вилдад укорял Иова, который посмел возвести собственное страдание до вселенского уровня (Иов. 18:4). В целом смысл теистической идеи чуда стоит в зависимости от двух предпосылок, в случае отрицания которых он теряется: сознательная или неосознанная убеждённость, что конкретное «я» по отношению к всеобщему — не просто часть по отношению к целому, а также вера в символический смысл чуда. Например, несмотря на то, что цель или результат совершённых Иисусом исцелений понимается в первую очередь как здоровье конкретных людей, но эти исцеления описаны как знак, который Бог подаёт всем.

## Вопрос реальности

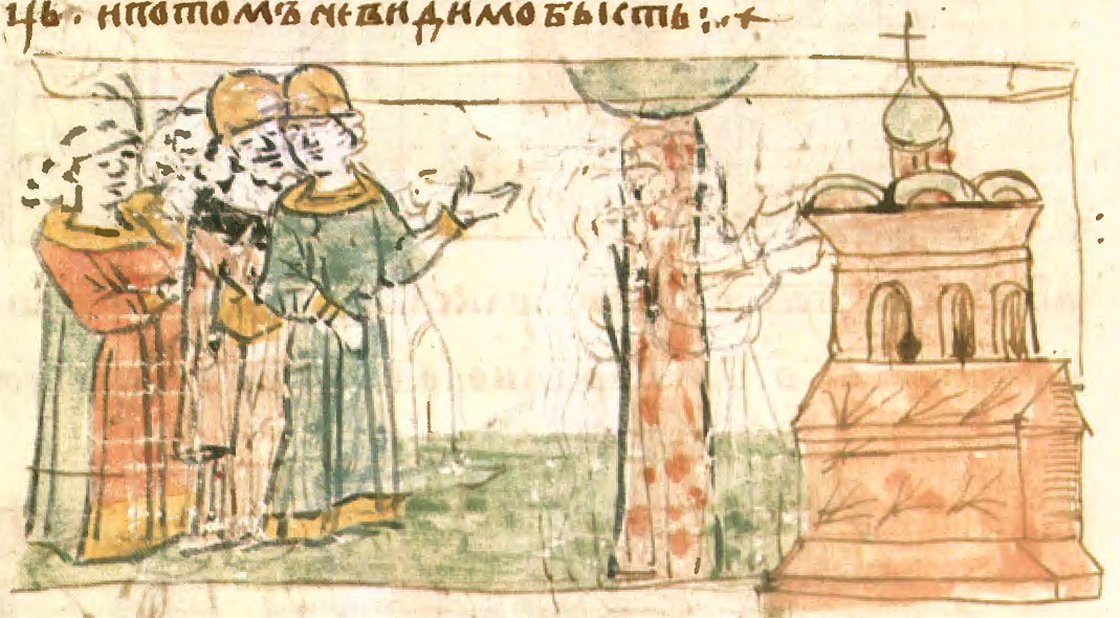
Знамение в виде огненного столпа в Киево-Печерском монастыре, 1110. Миниатюра из Радзивилловской летописи, конец XV века

Вопрос о внутреннем смысле идеи чуда не является тождественным вопросу фактической реальности чудесных событий. Протестантский теолог Рудольф Бультман и его школа предложили проект «демифологизации» духовной «вести» — «керигмы» Евангелий, целью которого является, в частности сохранение смысла рассказов о чудотворении Иисуса при отказе от их восприятия их как реальных. Однако, экзегеза, ориентированная на проект Бультман, вынуждена слишком часто игнорировать действительные черты интерпретируемого ею текста. Вопрос осложняет и существенная зависимость привычного ощущения границы «возможного» и «невозможного», каково бы ни было его реальное или мнимое рациональное обоснование, от таких факторов, как этническая и социокультурная принадлежность субъекта. Так, в рамках индийской традиции йоги людям «известно», что йог обладает тривиальными умениями, которые представитель западной культуры сочтёт безусловно невозможными. К убеждениям принадлежит не только вера в чудеса, но и неверие в них. Например, православные и католики обязывались веровать в нетленность мощей многих святых (при этом значение этого чуда для веры в святость могла преувеличиваться — с чем в «Братьях Карамазовых» полемизирует Фёдор Достоевский и что спровоцировало разорительную кампанию советской власти поругания мощей), но протестанты, и тем более атеисты, были обязаны воспринимать подобное как плод злонамеренного обмана. Только позднее ставится вопрос о возможности естественного объяснения этого явления, что, однако, не исключает для верующих действия через эти причины промысла Божиего.

## Новейшая ситуация
Развитие современного мира как обостряет, так и ставит под вопрос социокультурные предпосылки как и положительного, так и отрицательного отношения к возможности того, что ранее и верующие, и противники однозначно называли чудом. В новой культурной ситуации, часто описываемой как «постмодернистская», получил распространение скепсиса и в отношении отрицания. Все более популярными становятся представления не о чуде, а о «паранормальном», что представляет новую опасность для веры в ортодоксально-богословский концепт чуда, который в данном контексте становится размытым. Теизму труднее убедить современных людей не в реальности событий, выходящих за пределы естественного, а в их значимости. Негативно на веру в чудеса влияет множество научных открытий, которые существенно изменили представление о природе. К другим факторам принадлежит современная глобализация, беспрецедентно сблизившая различные религиозные традиции. В послесоборную эпоху Католическая церковь разрешала научно обследовать различные предметы, связанные с представлениями о чудесах, например, была исследована Туринская плащаница. Тем не менее, результаты этих обследований, как положительные, так и отрицательные, продолжают вызывать сомнения и возражения. В новейшем контексте для защитника веры, равно как и для её противника наиболее разумно вернуться к библейскому концепту знака-знамения, который не содержит обязательной импликации преодоления природных законов природы, и дискутировать о смысле этого концепта, связывая его с «демифологизацией» по Бультману.

## Научные объяснения
Истинное чудо, по определению, является неестественным, внеприродным явлением, что побуждает многих отвергать чудеса как физически невозможные (то есть требующие нарушения установленных законов физики в пределах области их действия) или не поддающиеся подтверждению по самой их природе (поскольку невозможно исключить все возможные физические механизмы). Вторую позицию выражал, например, Дэвид Юм.
Наука и более простые исследования открыли естественные причины большого числа «чудес». Сообщение о чуде может передавать ложную или вымышленную информацию, а не чем-то, что произошло на самом деле. Чудо может быть результатом когнитивной ошибки (например, чрезмерного размышления, поспешных выводов) или психологической ошибки (например, галлюцинации) предполагаемого очевидца. Употребление некоторых наркотиков, таких как психоделики (например, экстази), может вызывать эффекты, схожие с религиозными переживаниями. Биолог Ричард Докинз критиковал веру в чудеса, назвав её подрывом принципа бритвы Оккама.
Иногда чудесами называют статистически маловероятные события. Например, когда три одноклассника случайно встречаются в другой стране спустя десятилетия после окончания школы, они могут считать это чудом. Однако на Земле каждое мгновение происходит колоссальное количество событий; таким образом, крайне маловероятные совпадения также происходят каждое мгновение. События, которые воспринимаются как невозможные, не являются таковыми — они лишь происходят очень редко и зависят от количества отдельных событий. Британский математик Дж. Э. Литтлвуд предположил, что люди статистически должны ожидать, что с ними будет происходить событие с вероятностью один на миллион, примерно одно в месяц. По его словам, события, кажущиеся чудесными, на самом деле являются обычным явлением.